# Кирхдорф (Верхняя Бавария)
Кирхдорф (нем. Kirchdorf) — община в Германии, в земле Бавария.
Подчиняется административному округу Верхняя Бавария. Входит в состав района Мюльдорф-на-Инне. Население составляет 1326 человек (на 31 декабря 2010 года). Занимает площадь 21,03 км².